# Susana Cella
Susana Beatriz Cella es una escritora, docente e investigadora argentina, reconocida por su asociación con la Universidad de Buenos Aires, el Consejo Nacional de Investigaciones Científicas y Técnicas y el Consejo Interuniversitario Nacional.

## Biografía

### Primeros años y estudios
En 1984 obtuvo un título universitario como Profesora de Enseñanza Media, Normal y Especial en Letras de la Facultad de Filosofía y Letras de la Universidad de Morón. Más adelante cursó un Doctorado en Letras en la Universidad de Buenos Aires, con una tesis de grado en la que analizó la poesía del escritor cubano José Lezama Lima. Fue becaria de la institución entre 1991 y 1998.

### Carrera
A mediados de la década de 1980, Cella empezó a desempeñarse como profesora de castellano y literatura en colegios y escuelas. En 1987 inició su labor como docente interina y ayudante de la UBA en cátedras de Literatura latinoamericana y Teoría Literaria, hasta que se convirtió en docente titular de literatura latinoamericana en dicha institución a comienzos de la década de 2000.
Desde 1992 se ha desempeñado como investigadora en proyectos de la Secretaría de Ciencia y Técnica de la UBA, convirtiéndose en directora de proyectos de la misma institución en 2003. También ha dirigido investigaciones sobre literatura en otras entidades como el Consejo Interuniversitario Nacional y el Consejo Nacional de Investigaciones Científicas y Técnicas. Como escritora ha publicado los poemarios Eclipse, Río de la Plata, Tirante y Entrevero, Incidentes y La fuga del infinito mordido, y las novelas El inglés y Presagio, además de ensayos y relatos. También ha trabajado como traductora y evaluadora de textos narrativos y poéticos con diversas editoriales, y se ha desempeñado como columnista en medios escritos como Página/12.
Durante su carrera ha obtenido diversos premios y reconocimientos, entre los que destacan el Premio a la Producción Científica y Técnica de la Secretaría de Ciencia y Técnica de la UBA (en 1992, 1993, 1994 y 1995), una beca del Instituto de Cooperación Iberoamericana para realizar estudios literarios en la Universidad de Madrid (1990) y una beca del Ireland Bursary Programme para cursar estudios en literatura en Dublín (2007), entre otros.

## Obras destacadas

### Poesía
- Eclipse
- Río de la Plata
- Tirante y Entrevero
- Incidentes
- La fuga del infinito mordido[7][8]

### Novelas
- 2000 - El inglés
- 2007 - Presagio